# Heparin
Heparin je fiziološki antikoagulans, a sastoji se od mukopolisaharida s brojnim sulfatnim i karboksilnim skupinama izrazito negativnog naboja. 

## Djelovanje
Održava krv tekućom, koči zgrušavanje, djeluje antitrombotički, a na male ugruške djeluje i fibrinolitički. Pripravci za lokalnu uporabu (gelovi, kreme i masti) djeluju samo u području primjene, pretežno u površinskim slojevima kože. U lokalnoj primjeni heparin može djelovati antieksudativno smanjujući propusnost krvnih žila pa se smatra da sprječava nastanak edema. Nadalje smatra se da djeluje antikoagulantno i fibrinolitički, odnosno trombolitički, a djeluje i protuupalno - smanjenjem viskoznosti krvi poboljšava mikrocirkulaciju. Heparin se dugo zadržava u oboljelom području. Dio primijenjene količine se pohranjuje u perivaskularnom vezivnom tkivu u mastocitima. Razgrađuje se u retikuloendotelu. Resorbirane količine su vrlo male pa lokalni pripravci heparina ne izazivaju sistemske učinke. 
Kreme i gelovi na bazi heparina ublažavaju bol i napetost, poboljšavaju pokretljivost i pospješuju resorpciju edema i hematoma. Učinak traje 8 sati.

## Primjena
Lokalni pripravci na bazi heparina koriste se u liječenju i prevenciji oboljenja vena kao što su tromboza, upala vena uzrokovana trombozom (flebitis, tromboflebitis, limfangitis), varikoziteti vena, otvrdnule, zastojne vene, otečene noge i grčevi u listovima. Nadalje, primjenjuju se kod sportskih ozljeda i ozljeda zadobivenih u nesreći kao što su hematomi, modrice, naboji, nagnječenja, iščašenja i tendosinovitis (upale tetiva i ovojnice). Također se koristi kod tretmana ožiljaka koji teško zacjeljuju te za zarastanje ožiljaka. 
Realna klinička djelotvornost ovih pripravaka je upitna - kod određenih pacijenata ovi pripravci djeluju, kod nekih djelomice djeluju, ali kod nekih uopće ne djeluju. Dakako, ovi pripravci uglavnom nisu štetni pa stoga ne postoji veća opasnost od štetnog djelovanja - moguća korist ipak je veća od moguće štetnosti ovakvih pripravaka. Lokalni pripravci na bazi heparina ne bi se smjeli koristiti u slučaju teškog vrijeda potkoljenice (ulkus kruris) te ostalih krvarenja i infekcija površine nogu. 